# Karl Huß
Karl Huß, auch Huss (* 3. Januar 1761 in Brüx; † 19. Dezember 1836 auf Schloss Königswart) war ein Scharfrichter der Stadt Eger, Heilkundiger und Sammler. Er war mit Johann Wolfgang von Goethe befreundet und nach dem Jahr 1828 Kustos der Fürstlich Metternichschen Sammlungen auf Schloss Königswart.

## Leben
Karl Huß, als Sohn des Scharfrichters der Stadt Brüx Paul Huß geboren, wurde Schüler des Gymnasiums des Ordens der Piaristen in Brüx. Vorurteile wegen des unehrlichen Berufs des Vaters als Henker zwangen Karl Huß die Schule zu verlassen. Er hatte nur die berufliche Möglichkeit, ebenfalls Henker zu werden, suchte aber weiterhin Wissenserwerb durch Privatunterricht. Mit 15 Jahren führte er die erste Hinrichtung durch, ging als 18-Jähriger auf Wanderschaft und kam im Sommer nach Eger in Westböhmen, wo sein Onkel Scharfrichter war. Für den Altgewordenen führte er drei Hinrichtungen zur Zufriedenheit des Rates der Stadt durch und wurde der letzte Henker der Stadt Eger, da nach dem Jahre 1788 die Todesstrafe nicht mehr mit dem Richtschwert oder am Galgen vollstreckt wurde. Karl Huß, als „letzter Scharfrichter von Eger“ in Romanen dargestellt, wurde eine Figur der Literatur.

## Anerkennung als Heilkundiger und Sammler
Durch eigene Beobachtungen gefördert, behandelte Huß mit anerkanntem Erfolg als Heilkundiger kranke Menschen und Tiere, fand Zutritt zu bürgerlichen Familien der Stadt Eger und lernte Sophia Eberl, eine Tochter des Bäckermeisters Eberl kennen. Es kam zu einer Eheschließung und einem gemeinsamen Leben im Scharfrichterhaus beim Mühltor unterhalb der Burg von Eger, für Besucher der Stadt Eger und Kurgästen der nahe gelegenen Badeorte Franzensbad, Marienbad und Karlsbad eine begehrte Besuchsadresse. Neben der Besichtigung der Sammlungen von Münzen, Waffen, Schwertern, Werkzeugen aller Art, Mineralien und Antiquitäten, welche Huß anlegte, interessierten auch seine Forschungsergebnisse zur Stadtgeschichte und der Volkskunde des Egerlandes.
Johann Wolfgang von Goethe kam bei seinen Aufenthalten in Eger sechsmal in das Wohnhaus der Huß zu Besuch und besichtigte die Neuzugänge der Sammlungen.

## Kustos auf Schloss Königswart
Nach dem Tod der Ehefrau Sophia, geborene Eberl, im Jahre 1824 vereinsamte Huß, und aus Sorge, was mit seinen Sammlungen nach seinem Tod geschehen könnte, bot er die Bestände ohne Erfolg dem Magistrat der Stadt Eger zum Kauf an. Durch Vermittlung eines Heimatforschers, des Magistrats- und Kriminalrats Joseph Sebastian Grüner, übernahm Klemens Wenzel Lothar von Metternich (1773–1859) die Sammlungen aus dem Scharfrichterhaus in Eger. In einem Vertrag erhielt Huß dafür eine lebenslange Rente von 300 Gulden, freies Wohnen und Beheizung sowie die Stelle des Kustos der fürstlichen Sammlungen auf Schloss Königswart.
Im Mai 1828 brachte Huß seine Sammlungen nach Schloss Königswart bei Eger. Als dort ein Teil der Münzsammlung mit wertvollen Einzelstücken gestohlen wurde, verdüsterte sich sein Aufenthalt durch den unbegründeten Verdacht, diese entwendet zu haben. Erst die Aufklärung des Diebstahls rehabilitierte ihn. Sammelstücke aus dem Besitz des Huß auf Schloss Königswart in Westböhmen sind bis heute im dortigen Königswarter Museum der Geschichte erhalten geblieben.

## Schriftlicher Nachlass von Karl Huß
- Eine Autobiographie, geschrieben in den Jahren 1797 bis 1828.
- Eine vierbändige, bebilderte Chronik der Stadt Eger: „Wie sich von anfangs der Stadt Eger … zugetragen“, 4 Bände, 1797, welche Karl Huss mit kolorierten Abbildungen von Gebäuden, Denkmälern, Wappen und Burgen der Egerer Geschlechter illustriert hat.
- Die Abhandlung „Vom Aberglauben“, aus seinen Beobachtungen dargestellt, wurde im Jahre 1910 von Alois John, dem Leiter des Stadtarchivs in Franzensbad in den Beiträgen zur Volkskunde des Egerlandes veröffentlicht (online).